# Digital Intermediate
Das Digital Intermediate (DI) ist eine digitale Zwischenstufe bei der Postproduktion von Filmen zwischen aufgenommenem und ausbelichtetem Film. In einem ersten Schritt wird hierfür das analog auf Filmmaterial aufgenommene Kameranegativ mit einem Filmabtaster gescannt. Alternativ werden die digitalen Bilder einer digitalen Kinokamera direkt genutzt. Das so entstandene Material wird digital geschnitten und nachbearbeitet (Farbkorrektur, CGI usw.). Dabei entsteht das sogenannte DI-Master, welches als Vorlage sowohl für die spätere digitale Auswertung (DVD, HD DVD, Blu-ray Disc) als auch zur Produktion der Kopien/Master für die analoge oder digitale Kinoprojektion dient. Zur Erstellung analoger Filmkopien wird das DI auf Negativfilm ausbelichtet und das entstandene Internegativ im Kopierwerk kopiert. Alternativ wird für die digitale Kinoprojektion ein digitales Master gemäß DCI erstellt.

## Technik
Das DI wird in der Regel unkomprimiert in Einzelbildern gespeichert. Der dafür nötige Speicheraufwand hängt von der gewählten Auflösung und Farbtiefe ab. Übliche Auflösungen für photochemische Filmkopien sind 1920 × 1080p, 2K (je nach Format 1860 bis 2048 horizontale Pixel) und 4K (je nach Format 3612 bis 4096 horizontale Pixel). Für die digitale Aufführung sind 1080p und die Spezifikation der Digital Cinema Initiative marktbestimmend.
Die Anzahl der vertikalen Pixel hängt vom Seitenverhältnis des gewählten Bildformats und der verwendeten belichteten Fläche auf der Kamera ab.

## 2K und 4K
Die klassische 35-mm-Projektion erreichte in einem unabhängigen Test durch die Internationale Fernmeldeunion eine maximale Bildauflösung von 875 horizontalen Linien (Hell-dunkel-Wechsel). Der Löwenanteil aller Kinoproduktionen wird in 2K bearbeitet. Manchmal ist es qualitativ sinnvoll, mit 4K-Auflösung zu arbeiten und aufzuführen.
Von 1990 bis 2007 wurden hunderte Spielfilme in 2K gemastert, inzwischen fast ein Dutzend auch in 4K.
Auch im digitalen Kino stehen tausenden 2K-Leinwänden bisher weltweit nur dutzende 4K-Kinos gegenüber.
Durch die Verfügbarkeit neuer digitaler Kinokameras mit 4K-Auflösung wie der RED-Kamera erfährt die 4K-Produktion eine erheblich weitere Verbreitung als zuvor.
Der Marktanteil von 2K-Bearbeitung von Spielfilmen beträgt seit den 90er Jahren konstant über 95 %. In Einzelfällen werden höhere Auflösungen eingesetzt, vor allem für visuelle Effekte und für Restaurierungen etc.

## Datenvolumen
Die für DI anfallenden Datenmengen und Datenraten waren ursprünglich nur mit speziellen Computersystemen komfortabel bearbeitbar, da sie sich im Bereich von Terabytes bewegen.
Als Bild-Datenformate werden verwendet:
- 10-bit-gamma-kodiertes 4:4:4-RGB-Signal (übliches Format, allerdings ein Format ohne Reserve)
- 10-bit-gamma-kodiertes 4:2:2-YUV-Signal
- 12-bit-gamma-kodiertes 4:4:4-RGB-Signal (soll 10 bit ablösen)
- 16-bit-lineares 4:4:4-RGB-Signal
- 12-bit-nichtlineares Bayer-Matrix-Signal
- 16-bit-lineares Bayer-Matrix-Signal (meist mit L³ verlustfrei(?) komprimiert)

Anstelle eines RGB-Farbraums wird in aktuellen Produktionen der XYZ-Farbraum verwendet, der alle existierenden Farben darstellen kann. Der Gammawert für gammakodierte Signale liegt bei 2,6.
Audio wird generell unkomprimiert mit 24 bit abgespeichert.
Der Speicherbedarf für eine 3×10-bit-RGB-gamma-kodierte Produktion (ohne Kompression) mit 24 Bildern pro Sekunde ist:
| Format und Seitenverhältnis | Auflösung | Datendurchsatz | Datenmenge für 2 Stunden |
| --------------------------- | --------- | -------------- | ------------------------ |
| 1080p mit 16:9              | 1920×1080 | 187 MByte/s    | 1,34 TByte               |
| 1080p mit 1,85:1            | 1920×1040 | 180 MByte/s    | 1,29 TByte               |
| 1080p mit 2,35:1            | 1920×816  | 141 MByte/s    | 1,02 TByte               |
| 1080p mit 2,40:1            | 1920×800  | 138 MByte/s    | 1,00 TByte               |
| 2K mit 16:9                 | 1920×1080 | 187 MByte/s    | 1,34 TByte               |
| 2K mit 1,85:1               | 2000×1080 | 194 MByte/s    | 1,40 TByte               |
| 2K mit 1,90:1               | 2048×1080 | 199 MByte/s    | 1,43 TByte               |
| 2K mit 2,35:1               | 2048×872  | 161 MByte/s    | 1,16 TByte               |
| 2K mit 2,40:1               | 2048×854  | 157 MByte/s    | 1,13 TByte               |
| 4K mit 16:9                 | 3840×2160 | 747 MByte/s    | 5,37 TByte               |
| 4K mit 1,85:1               | 4000×2160 | 778 MByte/s    | 5,60 TByte               |
| 4K mit 1,90:1               | 4096×2160 | 796 MByte/s    | 5,73 TByte               |
| 4K mit 2,35:1               | 4096×1744 | 643 MByte/s    | 4,63 TByte               |
| 4K mit 2,40:1               | 4096×1708 | 630 MByte/s    | 4,53 TByte               |
| 8K mit 2,35:1               | 8192×3488 | 2572 MByte/s   | 18,52 TByte              |
| Zusätzlich für Audio        |           |                |                          |
| 6-Kanal-Ton, 48 kHz, 24 bit | -         | 7 MByte/s      | 0,05 TByte               |
| 6-Kanal-Ton, 96 kHz, 24 bit | -         | 14 MByte/s     | 0,10 TByte               |

Die Datenmengen und Datenraten sind für das kleinste RGB-Format (3×10 bit) berechnet. Bei höheren Farbtiefen (die angestrebt werden), steigt der Speicherplatzbedarf.
Durch verlustfreie oder fast verlustfreie Kompressionstechniken lässt sich der Speicherplatzbedarf um etwa den Faktor 2 reduzieren.
Der Speicherplatzbedarf bezieht sich auf 2 Stunden geschnittenen Film. Man muss sich allerdings im Klaren sein, dass im Rahmen einer Filmproduktion ein Vielfaches dieser Menge im Umlauf ist:
- Das produzierte Videomaterial am Set hat üblicherweise die 10- bis 50fache Laufzeit des endgültigen Films.
- Im Schnittprozess entstehen neben der endgültigen Version viele Zwischenergebnisse und alternative Schnittversionen.
- Man will auch auf Quellmaterial anderer Filme ohne Aufwand zugreifen können, d. h. man will das gesamte Filmmaterial aller Produktionen des Studios in einem riesigen Pool liegen haben (sogenannte Image-Library).

## Geschichte
- 1990 wurde das DI-Verfahren erstmals für einen kompletten Film eingesetzt: Bernard und Bianca im Känguruhland war der erste vollständig digital kolorierte und ausbelichtete Film.
- 1993 wurde der erste bestehende Film mit einem DI restauriert: Die Walt-Disney-Produktion Schneewittchen und die sieben Zwerge, bei der das Originalnegativ von 1937 digital mit einer Auflösung von 2K/10 abgetastet wurde (was für die damalige Zeit beachtliche 725 GByte an Daten ergeben hat).
- 2000 waren der Coen-Brothers-Film O Brother, Where Art Thou? der erste neue Hollywood-Film und Chicken Run der erste europäische Film, deren Kopien für den Kinoeinsatz komplett von einem DI-Master  erstellt wurden.
- 2002 war Star Wars: Episode II – Angriff der Klonkrieger der erste komplett digital gedrehte Film, der durch DI hergestellt wurde.
- 2004 wurde Spider-Man 2 als erster Film von einem 4K-DI-Master kopiert; allerdings wurden die Digitaleffekte dabei noch traditionell in 2K-Auflösung produziert und dann auf 4K hochgerechnet.

Inzwischen hat sich das DI-Verfahren durchgesetzt. Kinofilme, die noch direkt vom Negativ ohne digitalen Zwischenschritt kopiert werden, sind zu einer Seltenheit geworden. Von den zehn weltweit erfolgreichsten Filmen des Jahres 2006 wurden die drei Animationsfilme komplett digital erzeugt (hierbei entsteht ein DI-Master ohne den Schritt der Abtastung); die verbleibenden sieben Realfilme, von denen drei teilweise und einer komplett digital gedreht wurden, sind sämtlich über ein DI-Master kopiert.

## Arbeitsschritte und Geräte
Eine Arbeitskette des Digital Intermediate besteht typischerweise aus 3 Schritten:
- Die Digitalisierung der Bilder eines gedrehten Filmes mit einem Filmscanner bzw. alternativ direktes digitales Drehen mit einer digitalen Kinokamera
- Das Bearbeiten des Filmes mit einem Digital-Intermediate-System
- Das Ausbelichten des bearbeiteten Filmes auf einem Filmbelichter respektive die Erstellung eines Digitalmasters